# Aryness Joy Wickens
Aryness Joy Wickens (Bellingham, 5 de enero de 1901 - Jackson, 2 de febrero de 1991) fue una estadística y economista estadounidense que ejerció como comisaria en funciones de la Oficina de Estadísticas Laborales (Bureau of Labor Statistics) de Estados Unidos y como presidenta de la American Statistical Association ayudando a desarrollar importantes índices económicos como el índice de precios al consumidor, el IPC de Estados Unidos.

## Biografía
Estudió en la Universidad de Washington, se graduó en Phi Beta Kappa y obtuvo un máster en economía en la Universidad de Chicago.
Después de enseñar economía en el Mount Holyoke College de 1924 a 1928, se trasladó a Washington para trabajar en la Junta de la Reserva Federal.  Allí, su trabajo incluía la medida de la producción industrial. También trabajó para una precursora de la Oficina de Gestión y Presupuesto a principios de los años treinta. 
Se incorporó al Bureau of Labor Statistics (BLS) en 1933. Al principio formó parte de un comité asesor de la American Statistical Association; posteriormente fue asistente del comisario de esta oficina. Su trabajo en ese momento implicaba la investigación de prácticas empresariales monopolistas. Fue ascendida a jefe de sucursal al BLS en 1940, dirigiendo un grupo que estudiaba los precios y el costo de la vida. Más tarde, Joy se convirtió en ayudante y comisario adjunto de la oficina. Durante este tiempo, también representó a EE. UU. como asesora en las Naciones Unidas y en conferencias internacionales. En 1961 pasó a ser la asesora económica de la secretaría de Trabajo. Se retiró a principios de la década de 1970, aunque volvió la Commission on Federal Paperwork como directora de estudios estadísticos.
Al Bureau of Labor Statistics, Joy ejerció como comisaria en funciones en 1946, y de nuevo entre 1954-1955. En su segundo mandato como comisaria en funciones, su salario de 13.500 dólares la convirtió en la funcionaria federal mejor pagada.
En 1952 se convirtió en la presidenta de la American Statistical Association.

## Galardones y reconocimientos
- Joy fue elegida académica del American Statistical Association en 1937, la segunda mujer (después de Kate Claghorn ) con esta distinción.[9]
- En 1960 fue una de las destinatarias del Premio Federal de la Mujer de la Comisión de Función Pública de los Estados Unidos.[3]

## Vida personal
Joy se casó con David L. Wickens, economista, teniente coronel de la Fuerza Aérea de los Estados Unidos, ranchero y miembro del Senado de Dakota del Sur, el 29 de junio de 1935. Su marido murió en 1970. Tras retirarse, se trasladó a Mississippi en 1986. 